# Голяма-Чинка
Голяма-Чинка (болг. Голяма Чинка) — село в Болгарии. Находится в Кырджалийской области, входит в общину Крумовград. Население составляет 228 человек.

## Политическая ситуация
В местном кметстве Голяма-Чинка, в состав которого входит Голяма-Чинка, должность кмета (старосты) исполняет Якуб Мустафа Али (Движение за права и свободы (ДПС)) по результатам выборов.
Кмет (мэр) общины Крумовград — Себихан Керим Мехмед (Движение за права и свободы (ДПС)) по результатам выборов.